# Mario Casili
Mario Un. Casilli (22 de enero de 1931 - 25 de abril de 2002) era un fotógrafo estadounidense. Entre otras fotos, trabajó para la revista Playboy entre 1957 y 1966 y su primera sesión fotográfica fue con Jacquelyn Prescott como Playmate del Mes en septiembre de 1957.

## Educación
Casilli asistió al Cleveland Institute of Art con tan sólo 14 años de edad.

## Carrera
Después de asistir al Cleveland Institute of Art, Casili sirvió en la Armada de los Estados Unidos. A su regreso, se mudó a Hollywood donde trabajó en Paul Hesse Studios. Aquí es donde aprendió el negocio de la fotografía. Después de cuatro años trabajando en Paul Hesse Studios, Casili decidió abrir su propio estudio y comenzar una carrera como fotógrafo profesional. Tuvo la oportunidad de fotografiar a grandes celebriades como Dolly Parton, Sally Field, Will Smith y Halle Berry. Casili tenía un estilo único que le separaba del resto. Su estilo se dice que fue icónico y que definió la fotografía de la década de los 80.
De 1962 hasta que 1981 fotografió cincuenta y siete centrales para Playmate, incluyendo Playmates del Año Linda Gamble, Christa Speck, Jo Collins, Connie Kreski, Claudia Jennings y Dorothy Stratten. También fotografió varias portadas para Playboy, así como celebridades como Valerie Perrine, Victoria Principal, Joan Collins y Mariel Hemingway. Además de su trabajo con Playboy, Casilli también contribuyó con la película Star 80 (1983) (la cual iba sobre la Playmate asesinada Dorothy Stratten) y Nuts (1987).
Casilli también fotografió muchas portadas de álbumes, incluyendo el álbum de The Judds de 1985Rockin' with the Rythm.

En sus últimos años, Casilli enseñó en el Art Center College of Design en Pasadena. También continuó realizando sesiones fotográficas mientras continuó manteniendo su estudio en el sur de California.

## Publicaciones
Casilli fue capaz de fotografiar para las publicaciones siguientes:
- Playboy
- TV Guide[2]

## Fallecimiento
Falleció de una larga enfermedad en el 2002 en Altadena, California. 